# Schmidtova stupnice bolestivosti žihadel
Schmidtova stupnice bolestivosti slouží ke klasifikaci relativní intenzity bolesti způsobené bodnutím člověka žihadlem hmyzu řádu blanokřídlí. Stupnici vytvořil americký entomolog Justin O. Schmidt (1947–2023).
Základní stupně bolestivosti:
- 0 – bez efektu na člověka
- 1 – slabá, rychle odeznívající bolest; např. menší včely z čeledi ploskočelkovití (Halictidae)
- 2 – běžná bolest; např. běžné druhy vosy, včela medonosná, sršeň obecná
- 3 – silná bolest; např. vosy čeledi kodulkovití
- 4 – extrémní bolest; hrabalky rodu Pepsis, tropičtí mravenci Paraponera, vosa Synoeca septentrionalis